# Mbacke Gadji
Mbacke Gadji (Linguère, 1964) è uno scrittore senegalese naturalizzato italiano. Originario di Nguith, ha lasciato il suo paese nel 1986 per vivere in Europa, dove ha vissuto in Francia e a Milano, in Italia. Dal 2005 risiede a Lugano, in Svizzera. Ha collaborato come pubblicista per alcune testate nazionali. Dal 1996 al 1998 è stato consigliere comunale della zona 3 a Milano. Ha collaborato nella redazione della cronaca milanese all’Indipendente. Attualmente collabora con la redazione di Solidarietà Come.

## Opere
- Numbelan, il regno degli animali, Edizioni dell'Arco, 1996.
- Spirito delle sabbie gialle, Edizioni dell'Arco, 1999.
- Kelefa, Edizioni Dell’Arco, 2003.
- Pap, Ngagne, Yatt e gli altri, Edizioni dell'Arco, 2003.
- Nel limbo della terra, Edizioni dell'Arco, 2006.